# Proyecto Las Tecnologías del Siglo XXI
El Proyecto Las Tecnologías del Siglo XXI pretende establecer la didáctica en Latinoamérica que permita enseñar a las nuevas generaciones el nuevo paradigma de la nanotecnología y la nanociencia, comprender las nuevas leyes de la física, el comportamiento de los nuevos materiales fabricados a la medida en los laboratorios, la aplicación del índice de refracción negativo con los metamateriales y la utilización de los microscopios de fuerza atómica (AFM) aplicables en el nanoMundo.

## Historia
En 1994, durante el I Seminario Internacional sobre aplicaciones de la Optoelectrónica, Microelectrónica y Tecnologías SIOMTEC, el Profesor Alfonso Lombana reunió un grupo de investigadores en nuevas tecnologías en la ciudad de Cali a los que propuso crear un grupo interdisciplinario que difundiera la nanotecnología en Latinoamérica.
Durante los años 1995 a 2008 se realizaron otros cuatro SIOMTECs enfocados en el ámbito de la nanotecnología, con la colaboración de diferentes Universidades de Colombia: Universidad Distrital Francisco José de Caldas, Universidad de la Salle, Corporación Universitaria Unitec, etc.
En el año 2009, se celebró en la Ciudad de Bogotá, el Congreso Internacional sobre aplicaciones de la nanotecnología en Colombia. El Proyecto Las Tecnologías del Siglo XXI colaboró con la Universidad de Cundinamarca en su organización.

## Grupo de Trabajo
El grupo de trabajo del Proyecto está formado por diversos investigadores de Universidades de prestigio:
- Alfonso Lombana Ph.D - Convenio Universidad Politécnica de Madrid - Universidad Distrital Francisco José de Caldas Coordinador del Proyecto Las Tecnologías del Siglo XXI
- Hernando García Ph.D - Southern Illionis University
- Wilfrido Moreno Ph.D - University of South Florida
- Andrés Lombo Ph.D - Universidad Distrital Francisco José de Caldas
- Jaime Velasco Ph.D - Universidad del Valle

## Próximos Proyectos
El Proyecto Las Tecnologías del Siglo XXI trabaja actualmente en el Proyecto de Difusión de la nanociencia y la nanotecnología en las escuelas secundarias del Distrito de Bogotá y del Departamento de Cundinamarca.
Además, tras el éxito de Colmonotec 2009, El Proyecto coorganiza, junto a la Universidad de Guadalajara, el Próximo Colmonotec 2010.